# Sabella arenaria
Sabella arenaria är en ringmaskart som beskrevs av Montagu 1803. Sabella arenaria ingår i släktet Sabella och familjen Sabellidae. Inga underarter finns listade i Catalogue of Life.